# Infusión intraósea

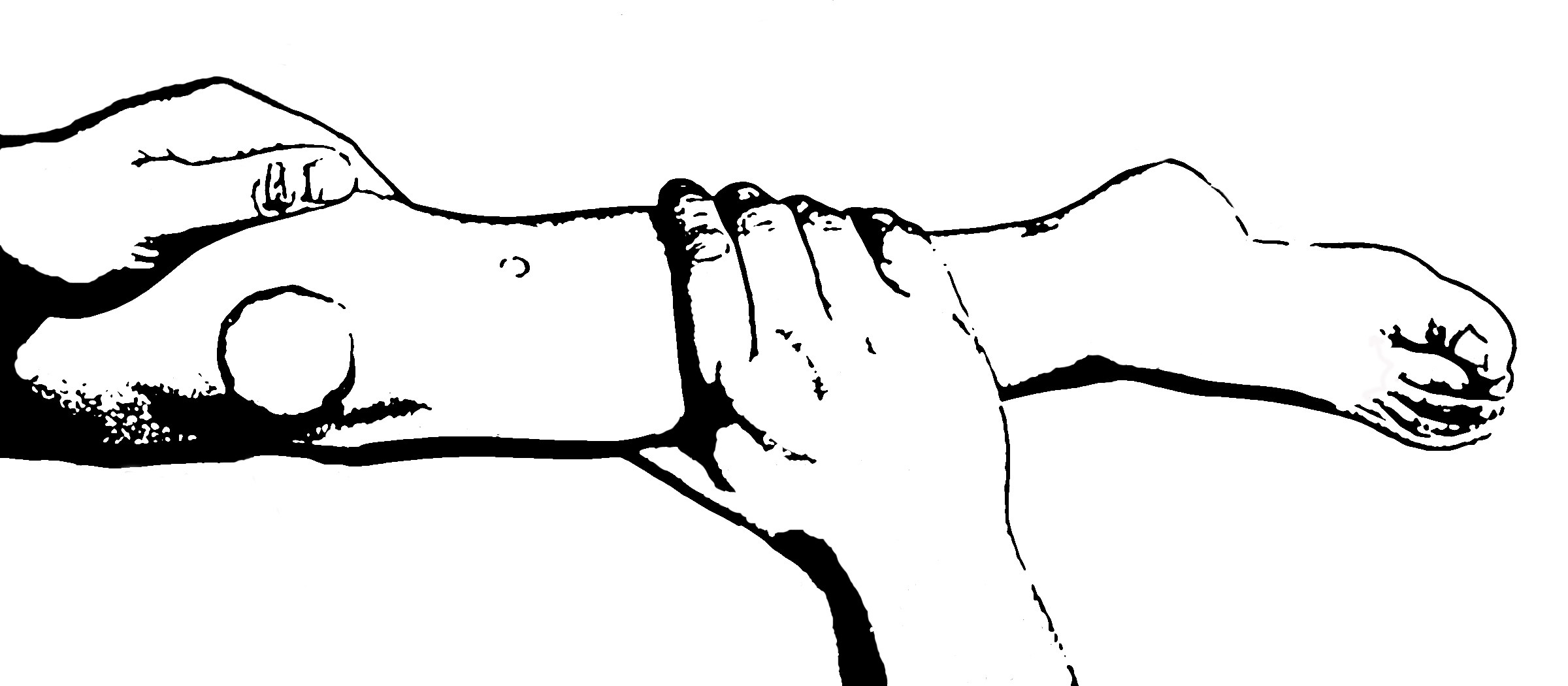
Un sitio para el acceso intraóseo

Infusión intraósea es un método para obtener acceso vascular durante estados críticos cuando no se tiene acceso a una vena periférica para administrar medicamentos y fluidos; es usada en neonatos y niños, aunque últimamente las herramientas se han adaptado para ser usadas en adultos. Normalmente es usada en el departamento de emergencias prehospitalario.
Las agujas intraóseas más ocupadas son de tipo Sur-Fast y Jamshidi/Illinois.

## Historia
En 1936, Tocantins y O'Neill encontraron que cuando se inyectaba suero fisiológico en hueso largo de un conejo, solo se recuperaron 2mL en el lado distal. Concluyeron que la solución había sido absorbida hacia el sistema circulatorio. Pruebas subsecuentes concluyeron que la absorción fue el de una inyección que venia acompañada de un colorante, en menos de 10 segundos, este colorante había llegado al corazón.